# Gianluigi Porelli
Gianluigi Porelli (Mantova, 10 giugno 1930 – Bologna, 4 settembre 2009) è stato un dirigente sportivo italiano.
È stato uno degli uomini che più ha contribuito allo sviluppo e alla diffusione della pallacanestro in Italia. Tra i fondatori della Lega Basket e dell'ULEB, il suo nome è legato indissolubilmente a quello della Virtus Pallacanestro Bologna, di cui è stato presidente dal 1968 al 1989, e di cui era, al momento della morte, presidente onorario. Nel 2007 è stato inserito nella Italia Basket Hall of Fame.

## Biografia
Nato a Mantova nel 1930, in gioventù ha praticato nuoto, pugilato e, soprattutto tennis, nel quale ha ottenuto discreti risultati, giungendo fino alla terza categoria. Giunto a Bologna nel 1949 per frequentare la facoltà di giurisprudenza, entra nella Virtus Tennis, prima come giocatore e in seguito come dirigente. Nel 1968 viene nominato responsabile della sezione pallacanestro della gloriosa polisportiva SEF Virtus Bologna, di cui era al momento vicepresidente.
Alla guida della Virtus Pallacanestro si affermò come dirigente dai modi spicci e talvolta dittatoriali (fu alternativamente soprannominato "Torquemada" o "Robespierre", ma anche "Savonarola", "Duce truce" e "Provvidenza"). Dopo un inizio difficile e costellato dall'ostilità di stampa e tifosi, condusse la società bolognese ai vertici del basket italiano ed europeo, portando a Bologna 4 scudetti, tra cui quello della stella, e tre Coppe Italia. Durante la sua presidenza arrivarono a Bologna personaggi importanti per la pallacanestro italiana ed europea come Dan Peterson, Alberto Bucci, Ettore Messina, Krešimir Ćosić, Micheal Ray Richardson e tanti altri. Nel 1991, stanco e appagato, cedette ad Alfredo Cazzola quella che aveva ereditato come una semplice sezione pallacanestro di una polisportiva e aveva trasformato in una delle società più ricche e vincenti d'Europa.
Al di là di ogni merito sportivo, va riconosciuto all'avvocato Porelli di aver contribuito in modo decisivo al grande aumento della popolarità della pallacanestro in Italia, e di essere stato tra coloro che hanno definitivamente traghettato il movimento italiano ed europeo verso il professionismo. Nel 1970 fu infatti tra i fondatori della Lega Basket, e nel 1991 diede vita, assieme allo spagnolo Eduardo Portela, all'Unione delle Leghe Europee di Basket.
Nel 2014 l'Euroleague gli ha intitolato il premio Gianluigi Porelli Euroleague Executive of Year.

## Cariche
- Presidente della Virtus Pallacanestro Bologna (1968-1989)
- Vice presidente vicario della Lega Società di Pallacanestro di Serie A (Legabasket) (1984-1992)
- Vice presidente della Federazione Italiana Pallacanestro (1992-1999)
- Presidente della Commissione Legale mondiale e della Commissione Legale europea della FIBA (1998-2002)
- Presidente dell'Unione Leghe Europee Basket (1991-1999).
- Presidente onorario della Virtus Pallacanestro Bologna.
- Presidente onorario dell'Unione Leghe Europee Basket.